# Jolanta Szymkowska-Bartyzel
Jolanta Szymkowska-Bartyzel – polska filmoznawczyni i amerykanistka, doktor habilitowana nauk humanistycznych, profesor uczelni Uniwersytetu Jagiellońskiego. Wykładowczyni w Instytucie Amerykanistyki i Studiów Polonijnych UJ.

## Kariera naukowa
Ukończyła studia magisterskie w zakresie filmoznawstwa na UJ. 26 lutego 2003 r. uzyskała na Wydziale Zarządzania i Komunikacji Społecznej UJ stopień doktora nauk humanistycznych w dyscyplinie nauk o sztuce na podstawie pracy Amerykański mit – polski konsument. Funkcja perswazyjna amerykańskich mitów i motywów kulturowych w telewizyjnym komunikacie reklamowym, której promotorem był Wiesław Godzic. 9 października 2017 uzyskała stopień doktora habilitowanego nauk humanistycznych w dyscyplinie kulturoznawstwa na Wydziale Nauk Humanistycznych i Społecznych Uniwersytetu SWPS na podstawie dorobku naukowego i rozprawy Nasza Ameryka wyobrażona. Polskie spotkania z amerykańską kulturą popularną po roku 1918.
W macierzystym instytucie należy do zespołu Zakładu Kultury Amerykańskiej.